# ZB vz. 33
La ZB vz. 33 (carabina modelo 1933, a veces mencionada como Krátká puška vz. 33 - fusil corto modelo 33 en checo) era una carabina de cerrojo checoslovaca basada en el sistema Mauser, diseñada y producida por Československá Zbrojovka de Brno durante la década de 1930 para reemplazar a las obsoletas carabinas Mannlicher vz. 1895 de la Četnictvo (Gendarmería) checoslovaca. La designación del fabricante era ZB vz. 16/33. La variante ZB vz. 12/33 fue producida para exportación al mercado latinoamericano.  

## Diseño
El diseño de la ZB vz. 12/33 estaba parcialmente basado en el mosquetón Steyr Modelo 1912, producido por Steyr antes de la Primera Guerra Mundial, pero esta carabina también era principalmente una versión acortada del ZB vz. 24, fusil estándar del Ejército checoslovaco. Su recámara era del tipo "pequeño diámetro", similar a la de la Karabiner 98AZ suministrada durante la Primera Guerra Mundial. Como indica su nombre, el exterior de la recámara tiene un diámetro ligeramente menor que la del Mauser 98, a fin de aligerar el arma a expensas de una ligera reducción de la resistencia del cajón de mecanismos y los límites de seguridad. La mayoría de variantes con recámara de pequeño diámetro se distinguen rápidamente por la ausencia del escalón entre la recámara y la pared izquierda del cajón de mecanismos. Sin embargo, la ZB vz. 33 tiene la pared izquierda de su cajón de mecanismos más delgada y ligera, por lo que el escalón está presente y hace que se parezca superficialmente a una recámara estándar de "gran diámetro". Se le retiró metal sobrante del puente posterior del cajón de mecanismos, alrededor de la guía del peine, además de otros cortes para aligerarla. El cerrojo es el mismo del Mauser 98 estándar, excepto que su manija tiene un perfil diferente y está rematada por una esfera ahuecada.[cita requerida] El alza tangencial de la ZB vz. 12/33 está graduada hasta 1500 m, mientras que el alza de la ZB vz. 16/33 está graduada desde 50 m hasta 1000 m en incrementos de 100 m.
El peso mucho menor de la carabina ZB vz. 33 en comparación al del fusil ZB vz. 24 incrementaba el retroceso y su cañón más corto incrementaba el fogonazo al disparar.

## Historial de combate

### ZB vz. 12/33

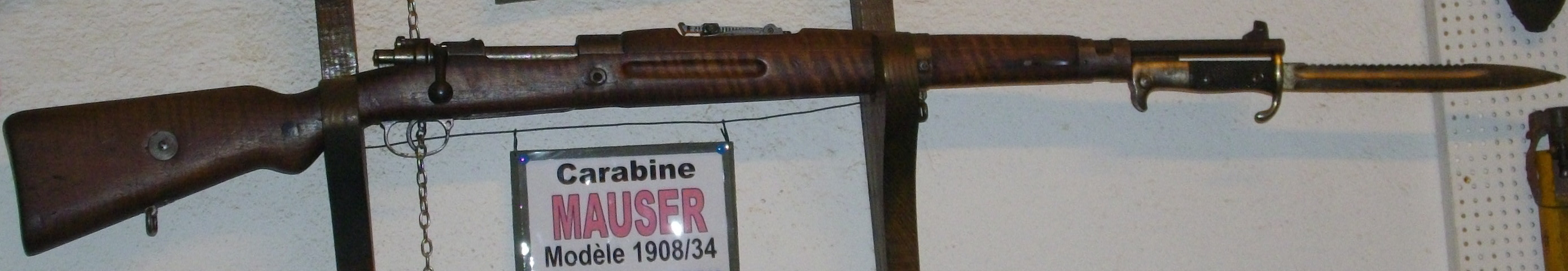
Una carabina brasileña Modelo 08/34.

La designación ZB vz. 12/33 probablemente no fue empleada fuera de Checoslovaquia.
En la década de 1930, varios países latinoamericanos ordenaron carabinas ZB vz. 12/33. México y Colombia ordenaron algunas de calibre 7 mm. Después de 1945, algunas carabinas colombianas fueron recalibradas para disparar el cartucho .30-06 Springfield. Ecuador ordenó carabinas ZB vz. 12/33 de calibre 7,65 mm y las empleó durante la guerra de 1941. El Salvador compró 5600 carabinas en 1937 y las empleó hasta que fueron reemplazadas por armas estadounidenses después de la Segunda Guerra Mundial. Nicaragua compró algunas carabinas ZB vz. 12/33 (la mayoría con marcajes españoles, aunque algunas con marcajes checoslovacos) junto a fusiles cortos ZB vz. 23. Paraguay también desplegó algunas carabinas ZB vz. 12/33 durante la Guerra del Chaco.
Československá Zbrojovka Brno fue contratada por el gobierno brasileño para producir 100 500 carabinas policiales Modelo 08/34 (no confundir con los fusiles Modelo 08/34 fabricados en Itajubá). Después de 1945, varias carabinas Modelo 08/34 fueron recalibradas para disparar el cartucho .30-06 Springfield y designadas Modelo 08/34.30. La carabina checoslovaca fue producida más tarde en Itajubá como el Mosquetón M954, también de calibre 7,62 mm. Esta carabina actualizada incorporaba un punto de mira protegido por un capuchón, similar al del Mauser Kar 98k, así como una boca del cañón roscada para lanzar granadas de fusil.
Uruguay encargó algunos fusiles cortos y carabinas ZB vz. 37 poco antes de la invasión alemana de Checoslovaquia. La carabina era muy parecida a la ZB vz. 12/33. Tenían estampado el marcaje 937 y marcajes de producción en checo.

### ZB vz. 33
Esta carabina tenía la designación de fábrica ZB vz. 16/33, mientras que su designación en servicio checoslovaco era ZB vz. 33. Hasta 1940, se produjeron unas 25.300 carabinas para el Ejército checoslovaco, la Gendarmería y la Finanční stráž (Guardia Financiera, unidad aduanera y fronteriza del Departamento de Finanzas checoslovaco). De estas, 20 011 carabinas fueron suministradas a la Gendarmería y 4300 a la Guardia Financiera.
Perú encargó algunos fusiles cortos ZB vz. 32, parecidos a la carabina ZB vz. 33 y con algunas modificaciones según los requisitos peruanos.
En 1954, Checoslovaquia envió algunas carabinas ZB vz. 33 a Guatemala.

### Gewehr 33/40

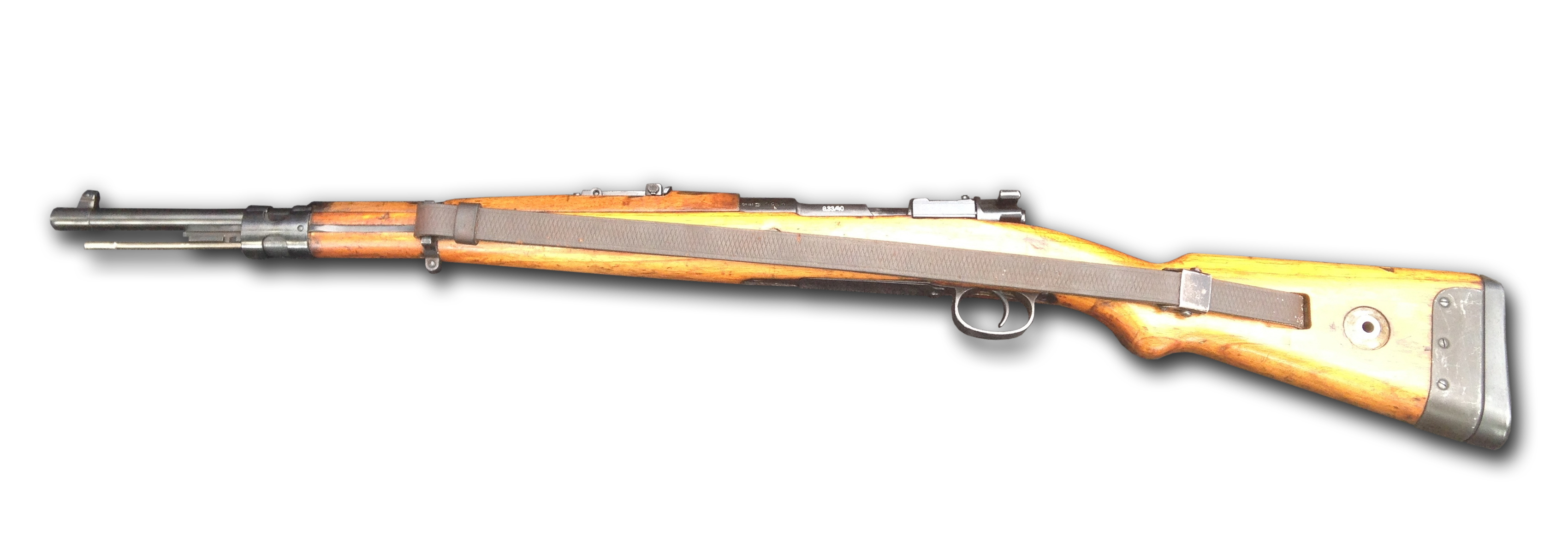
Una Gewehr 33/40.

Durante la ocupación alemana de Checoslovaquia se continuó produciendo una versión con los códigos de fábrica "945" en 1940 y las letras "dot" en 1941 y 1942, para las Wehrmacht (Fuerzas Armadas alemanas), en especial para los Gebirgsjäger (tropas de montaña). Aunque esta carabina es una de las más cortas de la serie de fusiles alemanes Mauser, fue designada como Gewehr (fusil en alemán).
En comparación con la ZB vz. 33, la Gewehr 33/40 tenía las siguientes características:
- Longitud promedio mucho más corta que el Mauser Kar 98k (unos 110 mm más corta).[26]
- Cantonera envolvente de acero que añadía 5 mm a la longitud promedio y una cubierta protectora de metal en el lado izquierdo de la culata, para evitar daños a causa de las suelas claveteadas de las botas de escalada al usar el arma como herramienta de escalada o bastón de caminata.[1]
- Menos maneras para reducir su peso (cajón de mecanismos, recortes visibles solo al desmontarla,[25] esfera de la manija del cerrojo sin perforación, depósito y guardamonte modificados).
- Guardamanos de madera continuo para evitar quemaduras cuando el cañón se calentaba después de varios disparos.
- Alza tangencial modificada, graduada desde 100 m hasta 1000 m en incrementos de 100 m.[cita requerida]
- Abrazadera frontal modificada.[cita requerida]
- Capuchón protector del punto de mira retirable, de diseño alemán.[27]
- Armellas para correa portafusil de diseño alemán y disco de metal incrustado en la culata que funciona como herramienta para desmontar el cerrojo como en el Mauser Kar 98k.[cita requerida]

Los marcajes son de tipo alemán, con códigos de letras estampados en el exterior de la recámara en lugar del león rampante checoslovaco. Las tropas de montaña alemanas emplearon estas carabinas en accidentados terrenos montañosos durante la Segunda Guerra Mundial, quejándose con frecuencia de su gran retroceso.
Desde 1940 hasta 1942, se produjeron entre 120 000 a 131 500 carabinas Gewehr 33/40 para el Ejército alemán: 29 000 a 40 000 fueron producidas en 1940, 35 000 a 48 049 fueron producidas en 1941 y 45 000 a 54 454 fueron producidas en 1942. Las Fuerzas Armadas alemanas también emplearon los fusiles que anteriormente habían sido suministrados al Ejército checoslovaco, con la misma designación de Gewehr 33/40.
También se produjeron unos cuantos prototipos de la Gewehr 33/40 con culata plegable para los paracaidistas alemanes, pero no se han incluido en la cifra total de unidades producidas al no haber sido producidos en serie.
La producción de la Gewehr 33/40 cesó en 1942, cuando la fábrica de Československá Zbrojovka Brno fue modificada para producir fusiles Mauser Kar 98k.
Después de la Segunda Guerra Mundial, las carabinas Gewehr 33/40 capturadas fueron empleadas por la Policía de Noruega. Además de sus marcajes alemanes originales, la Kongsberg Våpenfabrikk les estampó el marcaje "POLITI" (Policía, en noruego), el escudo de armas de Noruega y un nuevo número de serie específico para la Policía noruega en el lado izquierdo del exterior de la recámara.

## Usuarios
- Alemania nazi: Gewehr 33/40[27]
- Brasil: Modelo 1908/34 (ZB vz. 12/33),[9] Modelo 1908/34.30 y M954.[13]
- Colombia: ZB vz. 12/33.[11]
- Checoslovaquia: ZB vz. 33[30]
- Ecuador: ZB vz. 12/33[12]
- El Salvador: Mosquetón (ZB vz. 12/33)[31]
- Guatemala: ZB vz. 33[32]
- México: ZB vz. 12/33[10]
- Nicaragua: ZB vz. 12/33[15]
- Noruega: Gewehr 33/40[29]
- Paraguay: ZB vz. 12/33[16]
- Perú: empleó fusiles cortos ZB vz. 32 (parecidos a la ZB vz. 16/33)[22]
- Uruguay: empleó carabinas ZB vz. 37 ("937", parecidas a la ZB vz. 12/33)[20]